# Guerra d'Independència del Brasil
La Guerra d'Independència del Brasil de 1822-1824, va ser lliurada entre el Brasil colonial i Portugal. Encara que el conflicte no va ser completament pacífic, va ser una guerra molt menys sagnant que la majoria de les guerres d'independència hispanoamericanes.

## Començament del moviment independentista
El Regne del Brasil era la seu de la cort de Joan VI de Portugal i el seu govern, després de fugir de l'exèrcit de Napoleó I durant les guerres napoleòniques el 1808. Després que la família reial va tornar a Lisboa el 1821, el govern portuguès, amb només una porció dels delegats brasilers presents, van votar per abolir el Regne del Brasil i les agències reials a Rio de Janeiro i a fer que totes les províncies se subordinin directament a la metròpoli, tal com estaven abans de 1815. Portugal va enviar tropes al Brasil i va posar a totes les unitats brasileres sota el comandament d'oficials portuguesos.
Mentrestant el 29 de setembre de 1821 es van emetre a Lisboa les noves lleis adoptades per les Corts del Regne de Portugal, abolint els tribunals de justícia creats durant la permanència del rei Joan VI de Portugal a Rio de Janeiro, restablien el monopoli comercial portuguès sobre els productes comprats o venuts per brasilers, i dividien el Regne del Brasil en províncies autònomes que serien regides, per separat, des de Lisboa. Una decisió final exigia que el príncep Pere de Bragança abandonés immediatament la regència del Brasil i s'embarqués al més aviat possible a Portugal. Per causa de la lentitud de les comunicacions, només el 9 de desembre de 1821 aquestes disposicions van ser conegudes a Rio de Janeiro, causant un fort descontentament popular a la ciutat.
El gener de 1822, la tensió entre les tropes portugueses i els lusitans-brasilers (brasilers nascuts a Portugal) es va tornar violenta quan el príncep regent brasiler Pere I del Brasil i IV de Portugal (fill de Joan VI) va acceptar les peticions dels pobles brasilers pregant-li refusar l'ordre portuguesa de tornar a Lisboa. Responent a la seva pressió i a l'argument que la seva partida definitiva a Portugal i el desmantellament del govern central provocaria moviments separatistes entre les províncies del Brasil, el príncep Pere va votar per quedar-se mitjançant un missatge fet públic el 9 de gener de 1822 que deia: «Se é para o bem de todos e felicidade geral da nação, estou pronto: Digam ao povo que fico. Agora só tenho a recomendar-vos união e tranquilidade» ('Si és per al bé de tots i felicitat general de la nació, estic a punt: digueu al poble que em quedo. Ara només he de recomanar-vos unió i tranquil·litat'). Aquesta data és recordada com el Dia do Fico.
Uns 2.000 pé de chumbo portuguesos ('peus de plom' era com anomenaven els brasilers a les tropes de la metròpoli), es van amotinar contra el príncep Pere abans de concentrar les seves forces en les casamates del Morro do Castelo, el qual va estar envoltat per prop de 10.000 brasilers armats, existint risc que comencés un combat entre ambdós bàndols dins de la ciutat de Rio de Janeiro.

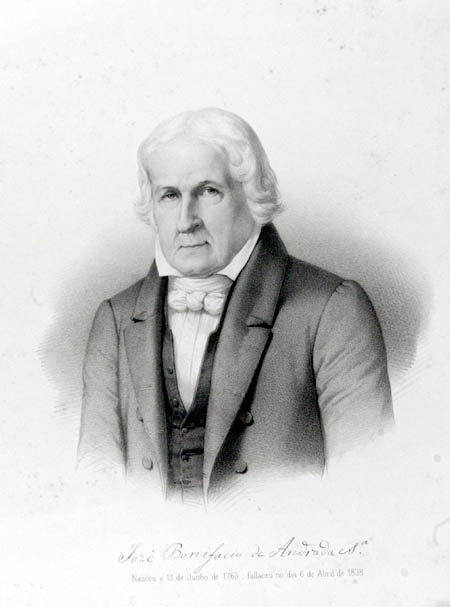
José Bonifácio de Andrada e Silva, el "patriarca de la independència" del Brasil.

Pere va manar al comandant general portuguès que retirés els seus soldats, creuant la badia cap a Niterói, on esperarien transport cap a Portugal, a fi d'evitar una lluita de resultat incert. Pere va formar un nou govern encapçalat per José Bonifácio de Andrada e Silva, de São Paulo. Aquest exfuncionari reial i antic professor de ciències a la Universitat de Coimbra va ser crucial per al bon fi dels esdeveniments subseqüents i és considerat com una de les figures formatives del nacionalisme brasiler, sens dubte, sent investit dècades després com el Patriarca de la Independència i Heroi de la Pàtria.
L'atmosfera estava tan carregada de tensions entre brasilers i portuguesos a Rio de Janeiro que Pere va buscar assegurances d'asil en un vaixell britànic en cas de perdre la confrontació de gran importància; també va enviar a la seva família a un lloc segur fora de la ciutat. En els dies següents, el cap portuguès, general Jorge de Avilez Zuzarte de Sousa Tavares, va retardar l'embarcació esperant que arribessin els reforços esperats des d'Europa. No obstant això, als 1.200 homes de reforç que van arribar des de Portugal a Rio de Janeiro el 5 de març de 1822 no se'ls va permetre desembarcar, i se'ls va mantenir sota la mira dels canons situats en les fortificacions lleials a Pere. En canvi, se'ls van donar subministraments per al viatge de tornada a Portugal, on es van dirigir les tropes sense resistència. Aquest primer enfrontament havia estat guanyat pels brasilers sense vessament de sang.

## Començament de la insurrecció violenta

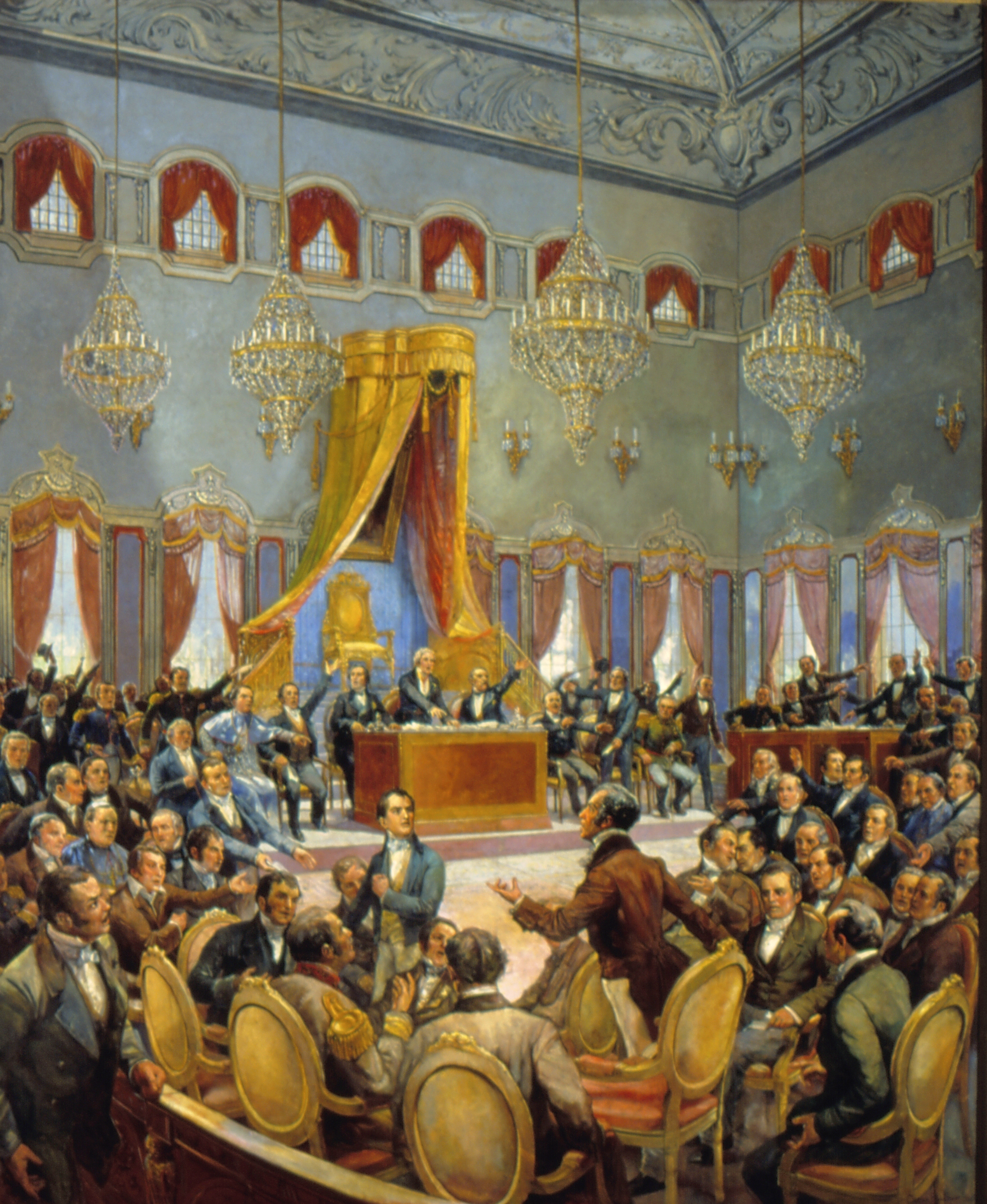
Pere I (a la dreta) ordenant al cap portuguès Jorge Avilez retirar-se de Rio de Janeiro cap a Portugal, en fracassar l'intent de les tropes portugueses per controlar la ciutat.

S'havia vessat sang a Recife, a la província de Pernambuco, quan la guarnició portuguesa havia estat forçada violentament a marxar el novembre de 1821, capítol conegut com la Convenció de Beberibe. Però l'explosió més gran de violència va ocórrer a Bahia quan el 19 de febrer de 1822, els bahians es van aixecar contra les forces portugueses guarnides a Salvador quan van intentar instal·lar com a governador al general Ignácio Luís Madeira de Melo, designat directament per les Corts de Portugal des de Lisboa, en contra de la voluntat del príncep Pere. No obstant això, l'endemà els brasilers revoltats no van poder fer-se amb la ciutat davant la major potència de foc dels portuguesos. Després de tres dies de combats de carrer, van haver de retirar-se fins al camp, on van començar les operacions guerrilleres, significant que la lluita al nord-est no seria sense pèrdua de vides i propietats. Salvador quedaria sota govern militar portuguès i rebutjaria tota obediència a Rio de Janeiro.
Per assegurar Minas Gerais i São Paulo, on no hi havia tropes portugueses però hi havia dubtes sobre l'adhesió als plans del príncep, Pere va engegar una populista gira per aquestes capitanies, oferint-les un major grau d'autonomia. Les tropes d'aquelles places estaven formades gairebé únicament per brasilers, la qual cosa va facilitar que ambdues províncies reconeguessin l'autoritat de Pere de Bragança i li proporcionessin soldats i recursos per a la inevitable guerra contra Portugal. Els pobles de Minas Gerais havien expressat amb anterioritat el seu suport a Pere en la decisió de romandre al Brasil, tret de la junta d'Ouro Preto, la capital provincial. Pere sabia que, si no rebia l'aval complet del poble mineiro, seria incapaç d'estendre la seva autoritat a altres províncies. Pere va viatjar a Minas Gerais a cavall el març de 1822 amb una reduïda escorta, sense cerimònia ni pompes, guanyant-se finalment el favor d'Ouro Preto.
De tornada a Rio de Janeiro el 13 de maig, la cambra municipal el nomena "defensor perpetu del Brasil" i després d'això va convocar una Assemblea Constituent per a l'any següent. Per aprofundir la seva base del suport, es va unir als francmaçons, que, liderats per José Bonifácio, estaven pressionant per un govern parlamentari i la independència. Més confiat, a principis d'agost, Pere va exhortar als diputats brasilers davant les Corts a Lisboa perquè tornessin, va decretar que les forces portugueses al Brasil havien de ser tractades com a enemigues, i va emetre un manifest a les "nacions amigues".

## Proclamació de la Independència

Pere proclamant la independència del Brasil a la ribera del riu Ipiranga, per Pedro Américo.

Buscant repetir el seu triomf a Minas Gerais, l'agost de 1822 Pere va cavalcar fins a São Paulo per assegurar-se el suport de la capitania. El 6 de setembre, el príncep i la seva escorta d'honor havien acampat a la rodalia del rierol Ipiranga, després de deixar la localitat de Santos. Allà, Pere va rebre missatges de la seva esposa, l'arxiduquesa Maria Leopoldina, i de José Bonifácio, comunicant-li que les Corts Portugueses consideraven "traidor" el seu govern i que Lisboa estava embarcant més tropes cap al Brasil, per assegurar per la força l'obediència dels brasilers al rei Joan VI. També se'l notificava de que el Consell d'Estat, presidit per Maria Leopoldina en funcions de regent, havia redactat un text rebutjant les ordres del govern portuguès i recomanant al príncep que declarés la independència del Brasil.
El matí següent, 7 de setembre de 1822, després de passar revista a les seves tropes, va arrencar la insígnia blava i blanca portuguesa del seu uniforme, va desenfundar la seva espasa, i va pronunciar: «Per la meva sang, el meu honor, el meu Déu; juro donar al Brasil la Llibertat. Independència o mort!». Aquesta data es commemora com el Dia de la Independència brasilera, donant a la proclamació el nom de Crit d'Ipiranga.

## Contribució britànica i francesa
El govern de Pere I va contractar a l'almirall Lord Thomas Cochrane, un dels més reeixits comandants navals britànics en les guerres napoleòniques i recentment comandant de les forces navals xilenes contra Espanya. El govern de Pere I també va contractar diversos oficials de Cochrane i al general francès Pierre ("Pedro") Labatut, qui havia lluitat a Colòmbia en suport de les tropes independentistes. Aquests homes liderarien la lluita per expulsar els portuguesos de Bahia, Maranhão i Pará, i forçar aquestes zones a reemplaçar el govern de Lisboa pel de Rio de Janeiro.
Els diners de la duana de l'actiu port de Rio de Janeiro i donacions privades van finançar al jove exèrcit brasiler i a la seva flota de vaixells nous. L'ús de mercenaris estrangers contractats pel Brasil va portar habilitats militars requerides pels encara inexperts soldats brasilers. El molt temut Cochrane va assegurar Maranhão amb un simple vaixell de guerra, malgrat l'intent de l'exèrcit portuguès de trastornar l'economia i la societat del nord-est del Brasil amb una campanya de terra cremada i amb promeses de llibertat per als esclaus que s'unissin a les tropes portugueses.
Cap a mitjans de 1823, les forces de Portugal oscil·laven entre 10.000 i 20.000 portuguesos, alguns dels quals eren veterans de les guerres napoleòniques; enfrontats a una força d'entre 12.000 i 14.000 brasilers, en la seva majoria unitats de milícia del Nord-est, encara que també amb contingents armats de Rio Grande do Sul, Minas Gerais i São Paulo, llocs amb molt poca presència de tropes portugueses.

## Combats al nord del Brasil

Bandera de l'Imperi del Brasil en proclamar-se la independència.

La resistència de les tropes portugueses es va concentrar a les regions de Bahia, Pará i Maranhão —deixant São Paulo i Minas Gerais sota l'autoritat del príncep Pere— i tractant que almenys aquestes regions es mantinguessin obedients al règim de Lisboa, esperant així almenys fragmentar el Brasil i impedir la pèrdua de tota la colònia sud-americana o, en el millor dels casos, aferrar-se a controlar Bahia i des d'allà intentar la reconquesta de la resta dels territoris brasilers.
En començar la lluita després del Crit d'Ipiranga, la situació bèl·lica de Pere I era molt feble a causa de l'absència de tropes i oficials qualificats en l'exèrcit, en tant la majoria dels militars d'alt rang al Brasil eren portuguesos arribats amb la cort de Joan VI de Portugal el 1808. Els oficials brasilers eren una minoria, la qual cosa va obligar a reclutar mercenaris estrangers ociosos després de les Guerres Napoleòniques, sent França una important font d'aventurers que arribaven sota la disfressa de "camperols migrants". No obstant això, va haver-hi casos on veritables camperols sense experiència bèl·lica eren guiats per agents brasilers per servir en les tropes del naixent Imperi, causant motins i mal acompliment en acció. La manca de tropes es va resoldre mitjançant lleves de voluntaris brasilers, als que se'ls va haver d'entrenar. Si bé al Brasil hi havia població amb coneixements del maneig d'armes —com els capitães do mato que colonitzaven les selves o els bandeirantes que esclavitzaven els indígenes—, els mancava disciplina i tampoc tenien un comandament fort al que seguir en l'enfrontament contra les tropes professionals portugueses.
La situació de la marina brasilera era encara pitjor. El nou govern tenia, el setembre de 1822, vuit vaixells de guerra, enfront de 14 naus lleials a Portugal. Si bé els partidaris de la independència van aconseguir apoderar-se de molts bucs mercants portuguesos a Rio de Janeiro, mancaven de pilots i oficials per manejar-los, mentre que les tropes portugueses controlaven el port de Salvador, principal base de construcció de naus. Els gairebé 8.000 quilòmetres de litoral brasiler feien indispensable per a tots dos bàndols posseir una flota de bucs en molt bon estat. De nou, la situació exigia recórrer a marins mercenaris, principalment britànics, entre els quals va destacar l'escocès Thomas Cochrane, que havia servit poc abans amb el general argentí José de San Martín en les seves campanyes de Xile i el Perú. Cochrane va ser contractat pel govern brasiler i va arribar a Rio de Janeiro el març de 1823, mentre arribaven amb ell gran nombre de mercenaris britànics i nord-americans.
Mentrestant les tropes portugueses de Bahia, dirigides pel governador Madeira de Melo, seguien la seva lluita contra les guerrilles brasileres sense poder assegurar el domini sobre tota la província. El 8 de novembre de 1822, les tropes portugueses van intentar sense èxit trencar el cèrcol brasiler sobre Salvador en la batalla de Pirajá, el major combat entre ambdós bàndols en tota la guerra d'independència. El 7 de gener van reintentar fer caure el setge brasiler quan van atacar l'illa d'Itaparica, en la badia de Todos os Santos, lloc que dominava l'accés marítim a la capital bahiana i era el punt clau de l'atac de les tropes brasileres. Després de tres dies de combat, l'esquadra portuguesa tot just arribada des de Lisboa, va perdre 500 homes i no va poder expulsar els defensors brasilers de l'illa, continuant el setge.
Les províncies de Piauí, Pará i Maranhão, mentrestant, seguien fidels al govern de Portugal, fins que la propaganda independentista es va obrir pas a Piauí i va forçar una nova lluita quan, el 19 d'octubre de 1822, la ciutat de Parnaíba va jurar lleialtat a Pere I del Brasil. La guarnició portuguesa, dirigida pel general João José da Cunha Fidié, es va llançar sobre la ciutat, però els independentistes van aconseguir evacuar a temps la ciutat, que els portuguesos van assaltar el 18 de desembre.
Una vegada allà, el comandament portuguès va rebre la notícia que Oeiras, llavors capital de Piauí, havia caigut presa per les tropes brasileres en nom del príncep Pere. El general Fidié va traslladar les tropes cap a Oeiras a finals de febrer, per recuperar la capital de la província però va ser detingut a la vora del riu Jenipapo per un batalló de voluntaris brasilers (camperols i vaquers del Sertao, rudimentàriament armats) en la batalla de Jenipapo el 13 de març de 1823. Malgrat que el combat va acabar amb la mort de 400 brasilers, per només 16 baixes portugueses, les tropes de la metròpoli havien perdut les seves armes i municions, per la qual cosa es van retirar a Caxias, on van resistir-hi fins al 31 de juliol de 1823, quan van capitular després d'arribar la notícia que s'havien dissolt les Corts Portugueses.
En aquestes èpoques l'ofensiva brasilera pretenia recapturar la província de Bahia, ciutat que havia estat convertida en la principal base de les tropes portugueses des de febrer de 1822. Des de juliol, el general francès Pierre Labatut, veterà de les Guerres Napoleòniques, va ser designat per comandar les tropes de l'exèrcit brasiler a Bahia. Labatut va dirigir-se per mar a Recife (la capital de la província de Pernambuco, lleial al príncep Pere), per marxar per terra fins a Bahia. Les tropes eren conformades per un conglomerat de forces reclutades al llarg de la província bahiana, que venien de gairebé totes les localitats d'aquest territori. Una guerra de guerrilles, juntament amb alguns combats formals entre portuguesos i brasilers, havien marcat l'evolució de la guerra a la província de Bahia a inicis de 1823. A l'abril d'aquell any, el territori sota control efectiu de Portugal es reduïa només a la capital —l'important port de Salvador— i algunes localitats properes. La tàctica brasilera evitava els grans enfrontaments de masses, esquivant la lluita amb militars professionals i millor armats, emprant profusament les guerrilles per aïllar Salvador, impedint-hi l'arribada d'aliments i reforços.

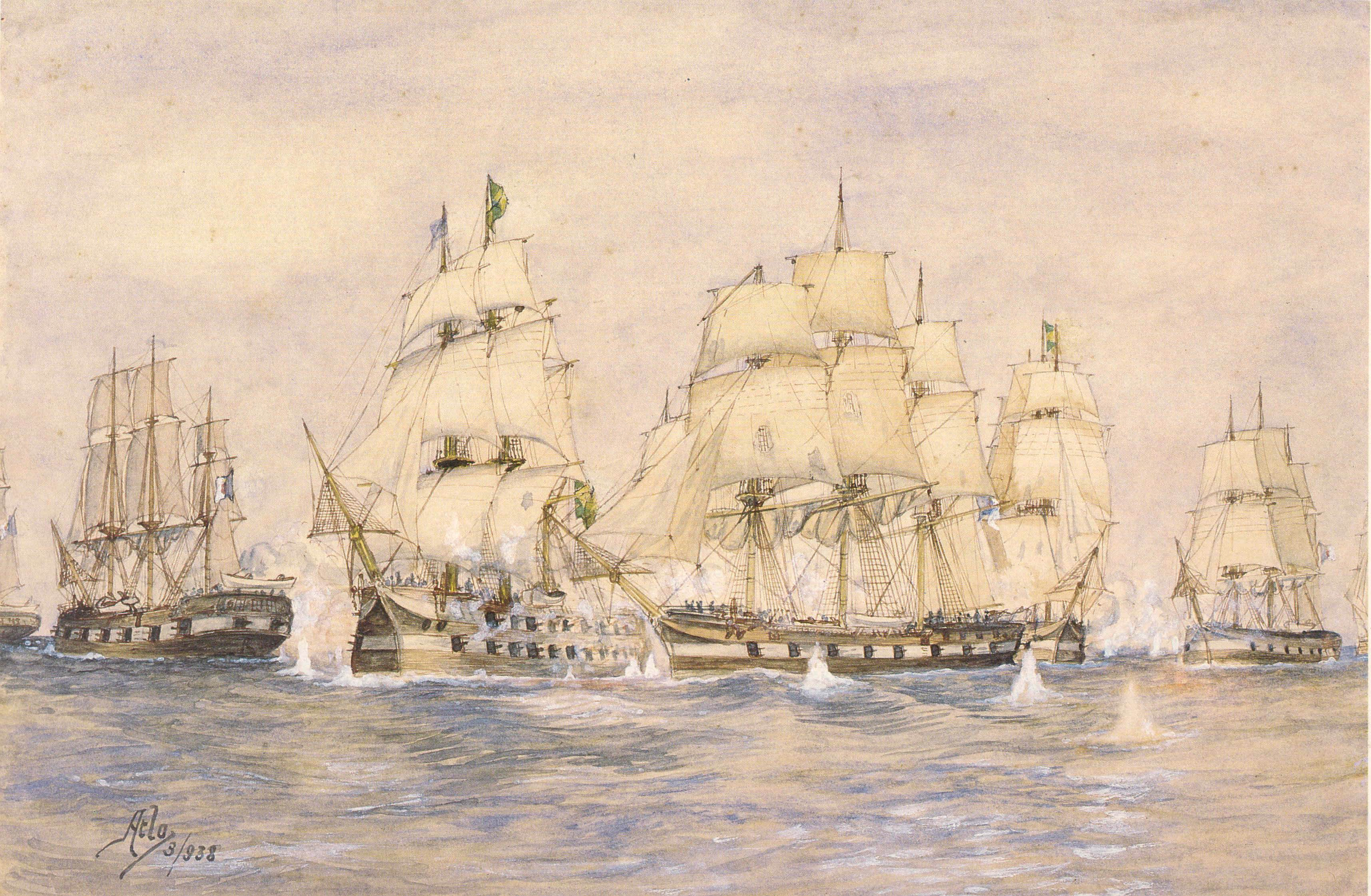
La flota brasilera comandada per Lord Cochrane al litoral bahiano, 4 de maig de 1823.

Sota el comandament de Cochrane, la novella esquadra naval brasilera va intentar atacar a la portuguesa a Salvador a l'abril de 1823, però va fracassar per la deslleialtat dels marins portuguesos sota el seu comandament (dels quals no va poder prescindir) i la mala qualitat dels bucs imperials. L'esquadra brasilera va haver de retirar-se sense combatre, sent que Thomas Cochrane i els seus mercenaris van exigir la dotació de nous aparells per als bucs, a més de reemplaçar a tota la tripulació portuguesa per brasilers, anglesos o estatunidencs. Quan es va fer necessari assestar el cop final al domini portuguès sobre Bahia, Cochrane va rebutjar un combat directe amb les naus lusitanes i va procedir al bloqueig del port de Salvador, ja envoltat per les tropes brasileres des de terra.

Les tropes portugueses dirigides per Madeira de Melo depenien de la comunicació amb Portugal per mantenir la seva resistència, i van sobreviure als primers mesos de 1823 gràcies als reforços enviats des de l'altre costat de l'oceà Atlàntic. No obstant això, el bloqueig de Cochrane va dificultar moltíssim la resistència portuguesa a Salvador i va mostrar la fragilitat d'aquesta posició. Al maig de 1823 el comandament de les tropes brasileres va passar al general José Joaquim de Lima e Silva, destituint-se a Pierre Labatut; aquest havia guanyat impopularitat entre la població per parlar molt malament la llengua portuguesa i sobretot per insistir a enrolar esclaus en les tropes imperials, la qual cosa era del desgrat dels terratinents bahians.

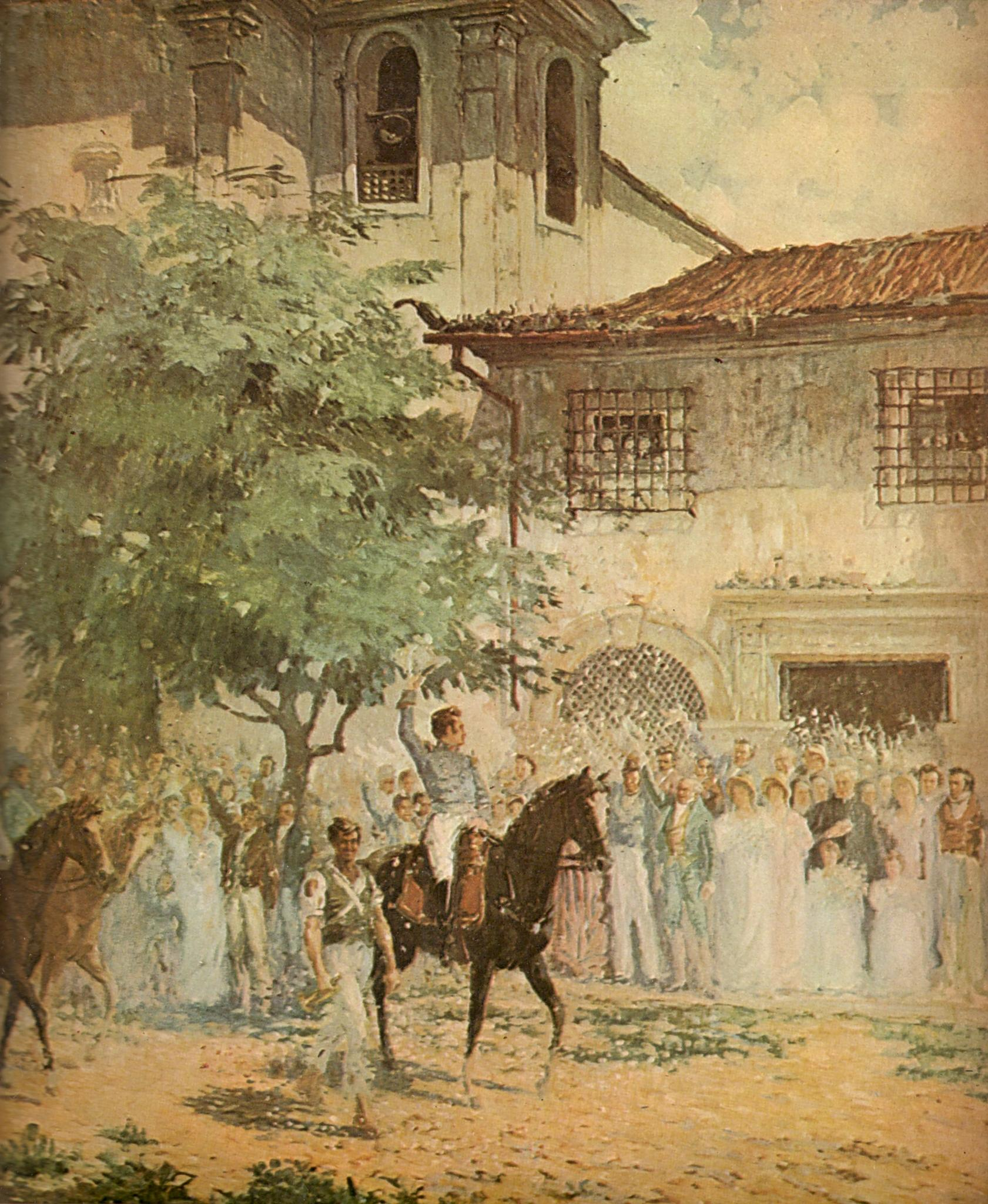
Tropes brasileres entrant a Salvador de Bahia després de la retirada portuguesa el 2 de juliol de 1823.

Sense opció de rebre reforços de la metròpoli, la resistència portuguesa va començar a flaquejar, però el cop definitiu va arribar quan a finals de juny de 1823 les naus de Cochrane van deixar passar un buc amb notícies des de Portugal: les Corts a Lisboa havien estat destituïdes per una revolta absolutista i Joan VI de Portugal recuperava els seus poders absoluts, la qual cosa significava que les tropes portugueses despatxades al Brasil, partidàries del constitucionalisme, perdessin tota opció de rebre reforços de qualsevol classe. Això va acabar de desmoralitzar als defensors portuguesos, que ja sofrien penúries per sostenir-se a Salvador. El general Madeira de Melo va optar per reunir les restes de la flota i l'exèrcit, uns 12.000 individus, i va ordenar la retirada creuant l'oceà cap a Portugal; era la matinada del 2 de juliol de 1823 i l'endemà al matí els soldats brasilers van entrar a Salvador.
La guerra va acabar a Maranhão quan, a finals de juliol de 1823, un buc brasiler enviat per Cochrane va hissar la bandera britànica per entrar al port. En ser rebut per una embarcació de funcionaris portuguesos, Cochrane va segrestar-los i els va exigir la rendició de la ciutat de São Luís. Les zones rurals de Maranhao ja havien estat guanyades pels independentistes brasilers, per la qual cosa l'elit local va acceptar unir-se a l'Imperi del Brasil per evitar un bloqueig naval, rendint-se el 28 de juliol.
El 10 d'agost Cochrane va enviar al seu subordinat, l'anglès Jonh Grenfell, a Belém amb la finalitat d'exigir la rendició de la darrera ciutat que encara es mantenia lleial a la metròpoli. Sense comunicacions amb l'exterior i tement que l'esquadra brasilera arribés amb tot el seu poder, la capital de Pará va claudicar i va adherir-se a l'Imperi.

## Reconeixement internacional
Alguns historiadors han donat suport erròniament al contingut de l'historiador Manuel de Oliveira Lima en què la independència arribés sense cap mena de violència. De fet, encara que tots dos bàndols van evitar acuradament les grans batalles (a diferència de l'ocorregut a la resta de Sud-amèrica, com en les batalles de Carabobo, Maipú o Ayacucho), portuguesos i brasilers sí que van combatre en tàctiques, demostracions de força, i lluita de guerrilles. Tots dos bàndols certament van entrar en combat obert diverses vegades, encara que sense xocs bèl·lics de durada i amplitud comparables a les batalles de les altres guerres d'independència hispanoamericanes.
Hi ha poca informació sobre les baixes sofertes per tots dos bàndols, però la lluita va proporcionar a una màrtir brasilera en Sor Joana Angélica de Jesus, que va ser ferida mortalment amb baioneta per les tropes portugueses durant la invasió al seu convent a Bahia; i un exemple de valor femení en Maria Quitéria de Jesus, qui disfressada d'home es va unir a l'exèrcit imperial brasiler i va aconseguir distincions en diversos combats contra els portuguesos. En ocasions, la lleialtat de les tropes no es basava purament en qüestions d'origen local o mera adhesió patriòtica, ja que diversos oficials militars van valorar sobretot la seva lleialtat personal deguda al jove príncep Pere de Bragança o al seu pare Joan VI de Portugal.
La Gran Bretanya i Portugal van reconèixer la independència del Brasil en signar un tractat el 29 d'agost de 1825. Fins llavors, els brasilers temien que Portugal continués el seu atac impedint amb vaixells de guerra el comerç exterior del recentment creat Imperi del Brasil. La revenja portuguesa, no obstant això, va arribar de manera financera, ja que els articles secrets del tractat britànic amb Portugal requerien que el Brasil assumís el pagament d'1,4 milions de lliures esterlines degudes a la Gran Bretanya i indemnitzar al rei Joan VI de Portugal i a altres civils portuguesos per pèrdues totalitzant 600.000 lliures esterlines.
El Brasil també va renunciar a tota futura annexió de les colònies portugueses africanes, i en un tractat col·lateral amb la Gran Bretanya, va prometre acabar amb el comerç d'esclaus, encara que no es va oferir abolir l'esclavitud dins del Brasil. Cap d'aquestes mesures va ser del gust dels terratinents portuguesos propietaris d'esclaus, que es veien privats de rebre més esclaus africans a causa de la pressió britànica i que havien de pagar tributs a la corona imperial per abonar l'enorme deute contret amb els portuguesos.